# Бес-сюр-Исоль
Бес-сюр-Исоль (фр. Besse-sur-Issole, окс. Bessa d'Issòla или Bessa) — коммуна на юго-востоке Франции в регионе Прованс — Альпы — Лазурный берег, департамент Вар, округ Бриньоль, кантон Ле-Люк. Коммуна являлась административным центром одноимённого кантона, входящего в состав округа Бриньоль.
Площадь коммуны — 37,19 км², население — 2624 человека (2006) с выраженной тенденцией к росту: 3025 человек (2012), плотность населения — 81,0 чел/км².

## Географическое положение
Коммуна Бесс-сюр-Иссоль расположена на склонах горного массива Мор. В своём названии населённый пункт упоминает реку Иссоль, которая пересекает коммуну с запада на восток.
Коммуну пересекает железнодорожная линия региона Прованс — Альпы — Лазурный берег: Карнуль (коммуна департамента Вар) — Гардан (коммуна департамента Буш-дю-Рон), которая в своё время имела важное значение для перевозок.

## Население
Население коммуны в 2011 году составляло 2980 человек, а в 2012 году — 3025 человек.
| 1962 | 1968 | 1975 | 1982 | 1990 | 1999 | 2006 | 2011 | 2012 |
| ---- | ---- | ---- | ---- | ---- | ---- | ---- | ---- | ---- |
| 829  | 821  | 756  | 1040 | 1342 | 1779 | 2624 | 2980 | 3025 |

Динамика населения:

## Экономика

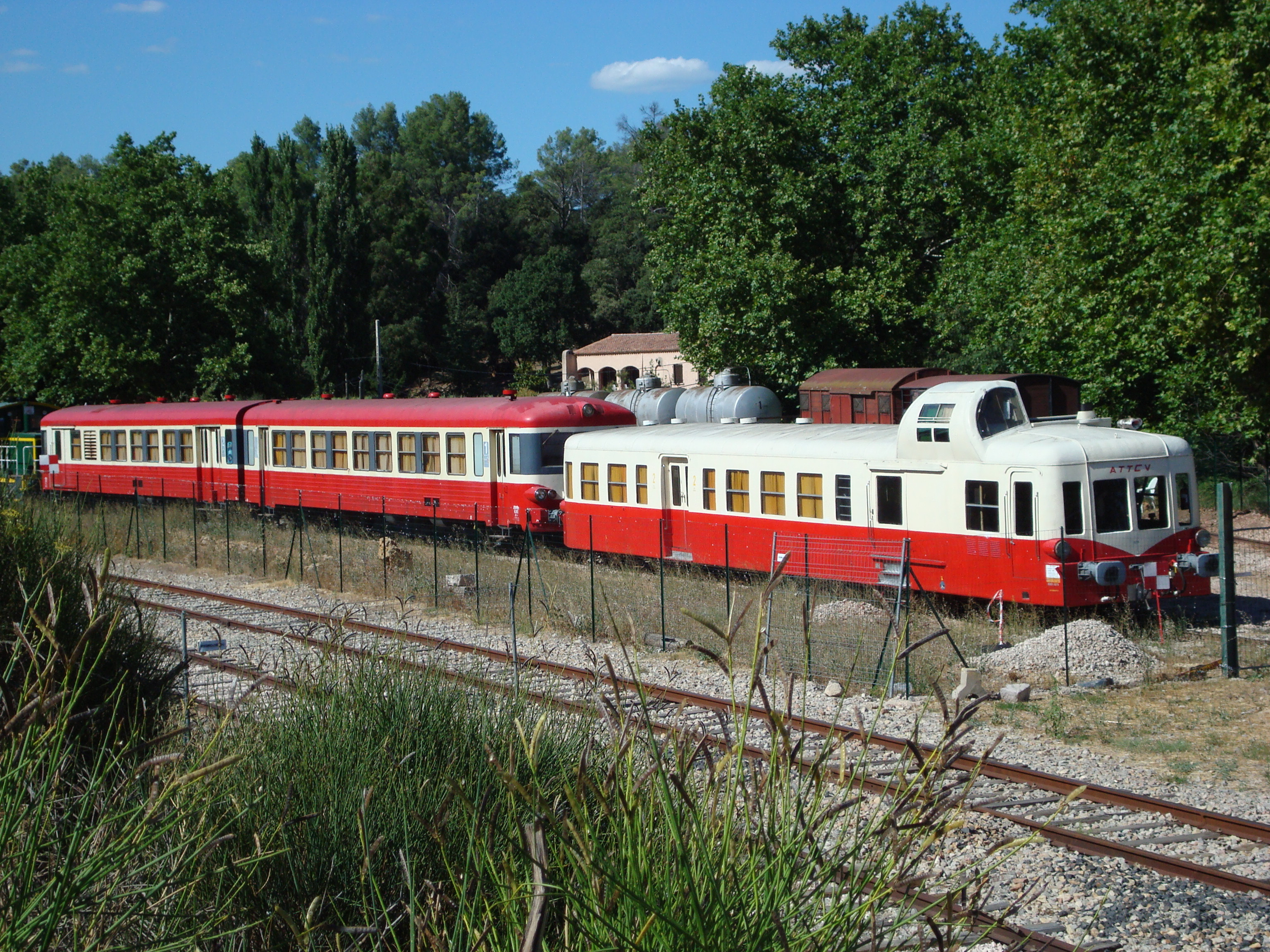
Депо Бес-сюр-Исоль

В 2010 году из 1768 человек трудоспособного возраста (от 15 до 64 лет) 1229 были экономически активными, 539 — неактивными (показатель активности 69,5 %, в 1999 году — 66,1 %). Из 1229 активных трудоспособных жителей работали 1076 человек (579 мужчин и 497 женщин), 153 числились безработными (73 мужчины и 80 женщин). Среди 539 трудоспособных неактивных граждан 126 были учениками либо студентами, 230 — пенсионерами, а ещё 183 — были неактивны в силу других причин.
На протяжении 2010 года в коммуне числилось 1170 облагаемых налогом домохозяйств, в которых проживало 2942,0 человека. При этом медиана доходов составила 18 937 евро на одного налогоплательщика.

## Известные персоналии
Бесс-сюр-Иссоль является родиной известного в середине XVIII столетия разбойника Гаспара Буи (1757—1781), по прозвищу Гаспар де Бесс, грабившего проезжавших через южный Прованс и горы Мор королевских чиновников, аристократов и купцов, и затем раздававшего значительную часть добычи местным беднякам. Этого провансальского Робин Гуда в своих стихах воспел французский поэт Жан Экар, охарактеризовав Гаспара Буи как «бандита с сердцем рыцаря».